# Comté de Menominee (Wisconsin)
Pour les articles homonymes, voir Menominee.
Le comté de Menominee est un comté de l'État du Wisconsin aux États-Unis. Il comptait 4 255 habitants en 2020. Son siège est Keshena.
C'est le seul comté situé à l'est du fleuve Mississippi où les Amérindiens constituent la majorité absolue de la population.

## Démographie

Pyramide des âges du comté de Menominee (2000).

Lors du recensement de 2020, le comté comptait une population de 4 255 habitants.
| Groupes           | Comté de Menominee | Wisconsin | États-Unis |
| ----------------- | ------------------ | --------- | ---------- |
| Amérindiens       | 85,6               | 1         | 1,1        |
| Blancs            | 11,8               | 80,4      | 61,6       |
| Métis             | 2,4                | 6,1       | 10,2       |
| Autres            | 0,2                | 6,1       | 14,7       |
| Afro-Américains   | 0                  | 6,4       | 12,4       |
| Total             | 100                | 100       | 100        |
|                   |                    |           |            |
| Latino-Américains | 3,2                | 7,6       | 18,7       |

## Politique
De par sa population majoritairement amérindienne (une minorité ethnique en grande partie acquise au Parti démocrate), le comté de Menominee est le plus démocrate de tout le Wisconsin, plébiscitant le candidat démocrate à chaque élection présidentielle depuis sa formation.
| Élection | Démocrates | Républicains | Autres  |
| -------- | ---------- | ------------ | ------- |
| 1964     | 89,12 %    | 10,74 %      | 0,14 %  |
| 1968     | 71,76 %    | 24,19 %      | 4,05 %  |
| 1972     | 62,30 %    | 36,37 %      | 1,33 %  |
| 1976     | 68,27 %    | 28,88 %      | 2,85 %  |
| 1980     | 58,12 %    | 32,26 %      | 9,62 %  |
| 1984     | 67,59 %    | 31,84 %      | 0,57 %  |
| 1988     | 72,55 %    | 26,89 %      | 0,56 %  |
| 1992     | 59,57 %    | 21,03 %      | 19,40 % |
| 1996     | 73,48 %    | 17,04 %      | 9,48 %  |
| 2000     | 76,97 %    | 18,25 %      | 4,78 %  |
| 2004     | 82,57 %    | 16,84 %      | 0,59 %  |
| 2008     | 86,81 %    | 12,78 %      | 0,41 %  |
| 2012     | 86,49 %    | 13,00 %      | 0,51 %  |
| 2016     | 76,61 %    | 20,41 %      | 2,98 %  |
| 2020     | 81,95 %    | 17,48 %      | 0,57 %  |